# كورك بالينغتون
كورك بالينغتون (بالإنجليزية: Kork Ballington)‏ هو متسابق دراجات نارية جنوب أفريقي فاز ببطولة سباق الجائزة الكبرى للدراجات النارية. نافس في سباقات بطولة العالم لفئة 500 سي سي ولفئة 350 سي سي ولفئة 250 سي سي ولفئة 50 سي سي.

## البطولات
- سباق الجائزة الكبرى للدراجات النارية 1978
- سباق الجائزة الكبرى للدراجات النارية 1979

## روابط خارجية
- كورك بالينغتون على موقع MotoGP.com (الإنجليزية)